# Szany
Szany là một làng thuộc hạt Győr-Moson-Sopron, Hungary. Làng này có diện tích 34,13 km², dân số năm 2010 là 2107 người, mật độ 62 người/km².